# 内藤隆夫
内藤 隆夫（ないとう たかお、1969年 - ）は、日本の経済学者。東京経済大学経済学部教授。専門は日本経済史。新潟県長岡市出身。

## 来歴
- 新潟県立長岡高等学校卒業。
- 1994年 東京大学文学部国史学科卒業。
- 1999年 東京大学大学院経済学研究科博士課程単位取得退学。東京都立大学 (1949-2011)経済学部助手。
- 2000年 北海道大学大学院経済学研究科・経済学部講師。
- 2001年 北海道大学大学院経済学研究科・経済学部助教授。
- 2003年 博士（経済学）を取得。
- 2007年 北海道大学大学院経済学研究科・経済学部准教授。
- 2013年 東京経済大学経済学部教授。
- 社会経済史学会、政治経済学・経済史学会、経営史学会所属。

## 著作

### 論文
- 「日本石油産業の形成と展開」（東京大学大学院経済学研究科修士論文・1996年）
- 「石油業の発達と輸送網―越後の場合―」（高村直助編著『明治の産業発展と社会資本』ミネルヴァ書房・1997年）
- 「日本石油会社の成立と展開―日本における『近代石油産業』の成立―」（『土地制度史学』第158号・1998年）
- 「宝田石油の成長戦略」（『社会経済史学』第66巻第4号・2000年）
- 「戦前日本石油産業における生産システム」（岡崎哲二編『取引制度の経済史』東京大学出版会・2001年）
- 「近代日本の石油市場と石油産業」（東京大学大学院経済学研究科博士論文・2003年）
- 「地域労働市場と労資関係―新潟県の石油鉱業―」（武田晴人編『地域の社会経済史―産業化と地域社会のダイナミズム―』有斐閣・2003年）
- 「石油産業における市場競争と販売網形成」（中西聡・中村尚史編『商品流通の近代史』日本経済評論社・2003年）
- 「官営石油事業の挫折―石油業勃興前史―」（高村直助編著『明治前期の日本経済―資本主義への道―』日本経済評論社・2004年）
- 「工場制の定着―第一次大戦前期日本の石油精製業―」（岡崎哲二編『生産組織の経済史』東京大学出版会・2005年）